# Bucranium
Genre
Synonymes
- Acracanthostoma Mello-Leitão, 1917
- Majellula Strand, 1932

Bucranium est un genre d'araignées aranéomorphes de la famille des Thomisidae.

## Distribution
Les espèces de ce genre se rencontrent en Amérique.

## Description
Les araignées de ce genre sont myrmécomorphes.

## Liste des espèces
Selon World Spider Catalog (version 22.5, 31/12/2021) :
- Bucranium affine (O. Pickard-Cambridge, 1896)
- Bucranium pulchrum (Bryant, 1940)
- Bucranium spinigerum O. Pickard-Cambridge, 1891
- Bucranium taurifrons O. Pickard-Cambridge, 1881

## Publication originale
- O. Pickard-Cambridge, 1881 : « On some new genera and species of Araneidea. » Proceedings of the Zoological Society of London, vol. 1881, p. 765-775 (texte intégral).